# Биянский Мост
Биянский Мост — упразднённый хутор в Ашинском районе Челябинской области. На момент упразднения входил в состав Биянского сельсовета. Исключен из учётных данных в 1979 г.

## География
Располагался в центре района, у подножья хребта Горы Воробьинные, на правом берегу реки Миньяр в месте впадения в нее реки Нижняя Биянка, в 6 км (по прямой) к северу от города Миньяр.

## История
По данным на 1970 год хутор Биянский Мост входил в состав Биянского сельсовета, в нём располагался лесоучасток.
Постановлением Челябинского облисполкома № 378-2 от 18.09.1979 хутор исключен из учётных данных.

## Население
Согласно результатам переписи 1970 года на хуторе проживало 6 человек.